# مهارات الاتصال
هي المهارات التي تستخدم في الحياة العملية التي بموجبها يقوم شخص بنقل أفكار أو معاني أو معلومات رسائل كتابية أو شفوية مصاحبة بتعبيرات الوجه ولغة الجسم وعبر وسيلة اتصال، تنقل هذه الأفكار إلى شخص آخر وبدوره يقوم بالرد على هذه الرسالة حسب فهمه لها.
عادة ما تلعب الشخصية بناءً على هذه المهارات، دوراً رئيسياً وأساسياً في الترويج للإنسان، سواء تقدم لوظيفة ما، أو التأهل لبرنامج معين بناء على تنافس بينه وبين الآخرين، خوض غمار المعارك الانتخابية، التقدم لخطبة فتاة، الدعوة لرسالة سامية، وغيرها من الأمور.
يقاس مدى نجاح مهارات الاتصال في مدى توفيرها للوقت والجهد.

## أهمية مهارات التواصل الفعال
يعد الاتصال الإنساني جانباً مهما في الحياة فهو أداة فعالة من أدوات التغيير والتطوير والتفاعل بين الأفراد والجماعات. ويلعب دوراً مهماً في التطور والتغير الاجتماعي والثقافي والاقتصـادي، فكلما اتسعت وتنامت خطـوات التغيير والتطور، اتسعت وازدادت الحاجة إلى المعلومات والأفكار والخبرات، وبالتالي إلى قنوات الاتصال لنقلها وإيصالها إلى الأفراد والجماعات.,
ونظرا لأهمية التواصل مع الآخرين وعمل الفريق سواء في المدرسة أم الجامعة أم العمل، فان امتلاك مهارات الاتصال غدا أحد المتطلبات للنمو الشخصي والمؤسسي.
للوصول إلى هدف|الاهداف التي عادة ما توضع من خلال تخطيط مسبق، ورؤية واضحة المعالم، وإعداد بيئة صحية، سواء كان (إدارة)التخطيط على المدى القصير أو المتوسط أو البعيد، لا بدّ من التسلح بالكثير من هذه المهارات.
الأمثلة على هذه كثيرة ومتنوعة منها فن الإلقاء والتحدث أمام الجمهور، إعداد وكتابة السيرة الذاتية باللغة العربية والغة الإنجليزية، استخدام الحاسوب والإنترنت، فن إدارة الأزمات وحل المشكلات، والتعامل مع الجمهور، مهارة الكتابة الصحفية، حسن الخلق، حسن الخط، فن الاستماع والإنصات، القدرة على التنبؤ والتحليل، العمل ضمن فريق والعمل تحت الضغط، استخدام أسلوب المنطق العلمي في النقاش والحوار، قوة اللغة وملكة التعبير والإيجاز، القدرة على البناء والتصميم، فن إدارة الوقت، التحدّث بأكثر من لغة، القدرة على كتابة أبحاث وتقارير معبرة وافية.. إلخ
طبعاً كلما ازدادت أهداف الإنسان في هذه الحياة كلما احتاج إلى مهارات اتصال أكثر، وكلما ازدادت هذه المهارات قويت شخصية الفرد، وزادت ثقته بنفسه، وفتحت أبواب النجاح له باباً تلو الآخر.
إن مهارات الاتصال تعد إحدى المهارات الأساسية التي يجب أن تتحلى بها القيادات، فإذا فشل المستمعون في فهم كلمتك، أو إذا انصرف عدد كبير منهم عن الإنصات لك نتيجة الإحساس بالملل مما تقوله، تكون قد افتقدت القدرة على التواصل مع الجمهور، والإحدى عشرة نصيحة التالية إذا لم تجعل منك خطيبا مفوها، فإنها ستعينك حتما على تجنب الكثير من الأخطاء الشائعة التي يرتكبها الكثيرون عند مخاطبة الآخرين لاحظ أن هذه النصائح تعتمد بشكل رئيسي على محاولة التقليل من العادات التي تعوق قدرة الفرد على مخاطبة الآخرين بطريقة واضحة تؤثِّر فيهم.

## خصائص الرسالة الاتصالية الناجحة
الرسالة الاتصالية هي قلب عملية الاتصال وحلقة الوصل بين المرسل والمستقبل، فلا يمكن أن تتم عملية الاتصال بدونها، ولا بد من توفر بعض الخصائص في الرسالة الاتصالية حتى تكون ناجحة وهي:
1-	صريحة غير متحيزة:
بمعنى أنها لا لبس فيها ويجب أن تقول الحقيقة حتى تنفذ إلى القلب والعقل، وتؤدي إلى تغير في معلومات واتجاهات المستقبل.
2-	صحيحة أو مضبوطة:
بمعنى سلامة لغة الرسالة الاتصالية وخلوها من الأخطاء النحوية أو الإملائية واختيار الكلمات الصحيحة ووضعها في جمل صحيحة وفقرات معبرة. فاللغة السليمة تبين مدى حرص المرسل على إيصال رسالته للمستقبل على اكمل وجه.
3-	واضحة أو جلية:
يجب أن يكون معنى الرسالة الاتصالية واضحاً بحيث لا يكون هناك أدنى إمكانية لسوء الفهم، وهذا يتطلب فحص كل كلمة وجملة وعبارة من عبارات الرسالة الاتصالية حتى تكون مفهومة لدى المستقبل.
4-	تامة أو كاملة:
يجب أن تعطي الرسالة الاتصالية معنى كاملا عن طريق تزويد المستقبل بمعلومات وفيرة تجيب عن جميع أسئلته وتوضح الهدف الاتصالي. وهذا يتطلب من المرسل أن يحلل جمهوره ويعرفهم حق المعرفة حتى يعوا قصده من الاتصال مباشرة، وكذلك يجب ألا يفترض بأن المستقبل يفهم رسالته من أول مرة فلا باس أن يكرر رسالته أكثر من مره حتى يعطي صورة كاملة عن هدفه من الاتصال.
5-	موجزة أو مختصرة:
على المرسل أن يوجز، ويكون الإيجاز بحذف المعلومات التي لا تسهم في تحقيق هدف الاتصال وتجنب الحشو الزائد.
6-	لطيفه أو دفئه:
يجب على المرسل أن يستخدم الكلمات الطيبة واللطيفة التي تضفي جواً من الاحترام والتقدير والسرور والمحبة على جو الاتصال.
7-	محسوسة أو ملموسة:
يجب أن تكون كلمات الرسالة الاتصالية محسوسة لأن الكلمات المحسوسة أكثر تحديداً للمعنى من الكلمات المجردة لكونها تشير إلى الإنسانية

### عناصر الاتصال
1/ المرسل 2/ المستقبل 3/ الرسالة 4/ الوسيلة 5/ البيئة
وفصل العلماء فيها وقصروا منهم من جعلها ثلاثا ومنهم من جعلها ستا كلا بحسب دمجه وفكره ورؤته.
فالمرسل هو صاحب الرسالة ولضمان نجاح رسالته عليه الوضوح.
والمستقبل هو من ترسل إليه الرسالة وقد يكون ينظرها وهي في محل انتظار أهم.
والرسالة هي البيانات والمعلومات أو أي شيء آخر يود إرساله وإبلاغه ويجب أن تكون المحافظة عليها عالية.
الوسيلة وهي ما كانت عليه الرسالة من كتاب أو شفاهية أو جوال أو غيرها.
البيئة ولها تأثير كبير على الرسالة فقد تشوش البيئة على الرسالة في الوضوح والدقة والفعالية.
وللحديث بقيه
```
الإتصال والتواصل بين العرب في زمن العولمة:
```

```
نعرف جيداً مدى أهمية الإتصال والتواصل بين العرب في بلدانهم المختلفة للتغلب على التجزئة والتباعد في سبيل تجاوز المسافات النفسية الاجتماعية الفاصلة بينهم، وللمحافظة على الهوية وتثبيتها وعلى بث روح احترام التعدّد وحق الإختلاف. غير أن ما نجده في واقع الأمر واطراداً بتقدم الزمن أن الحدود والفواصل المصطنعة بين البلدان العربية تزداد رسوخاً وكثافة كما لو أنها ستار حديدي في الوقت الذي تتعمّق العلاقات مع أوروبا وأمريكا في زمن العولمة والثورة الإعلامية. لقد أصبحت العلاقات بين العرب في آخر القرن العشرين هزيلة للغاية، الأمر الذي يحدّ من إمكانيات تجاوز المسافات النفسية والاجتماعية.
```

التي تفصل بينهم في أقطارهم المختلفة التي تدور كل منها في فلكها الخاص متأثرة بمركز الجاذبية في مجتمعات الغرب. أصبح لكل قطر عربي حصونه المغلقة ومؤسساته وفضائياته الإعلامية الخاصة، ونظامه التربوي، وتوجهاته، ومنشوراته، وارتباطاته، وبل التزاماته، منفردة مع الخارج. ولا تقتصر الأنظمة العربية على ممارسة الرقابة والمصادرة في الداخل بل تضاعف منها بين الأقطار العربية حتى أصبح التبادل الثقافي محدوداً لدرجة شبه الانقطاع والعزلة.
يشكو المفكرون العرب في كل بلد عربي بصورة عامة عدم وجود اهتمام بإنتاجهم، ويشكون الحصار الداخلي والخارجي. فالمفكر في المغرب يشكو عدم اهتمام المشرق بإنتاجه، والعكس صحيح أيضاً، ويشكوان معاً قلة اهتمام مصر بما هو إنتاج غير مصري. بذلك نلمس ميلاً متعاظماً نحو عزلة ثقافية رغم محاولات عابرة. ومن مظاهر ذلك أننا أصبحنا نتكلم على أدب قطري على حساب القول بالأدب العربي، فتكثر الإشارات ليس إلى الأدب المصري فحسب، بل إلى الأدب الأردني واللبناني والكويتي والعماني والسعودي والبحريني والقطري واليمني والتونسي... إلخ. ولابد أن نحترم ذلك، ولكن هذه الظاهرة تعبير عن الجفاء والتباعد العربيين.
ولا تقتصر المشكلة على الثقافة والمثقفين، بل تتعدّى ذلك إلى التبادل الاقتصادي والسياحي ومجالات السفر والإقامة والعمل. وحيث تتوفّر فرص العمل كما يتجلى ذلك من خلال هجرة العمال من مصر ولبنان وسورية والأردن وفلسطين واليمن إلى البلدان العربية المنتجة للنفط، نجد أن مزيداً من الحواجز تمنع من ذلك لوجود سياسة لإستبدال العمال العرب بالأجانب من بلدان آسيوية. وحين تتمّ هذه الفرص نجد أن اللقاءات قد تؤدي بسبب ظروف العمل إلى مزيد من التباعد بدلاً من التقارب، وبل إلى تثبيت الصور السلبية المتبادلة المسبقة في الأذهان. وقد أصبح السفر بين البلدان العربية أصعب من السفر إلى بلدان أجنبية، ومن المظاهر المقلقة والمذلّة أن بعض العرب اكتشفوا أن سفرهم بجوازات أجنبية إلى بلدان عربية أخرى يجنّبهم التأخير وإساءة المعاملة على الحدود وفي المطارات. بل إن السفر بجوازات أجنبية (كالجوازات الأمريكية والأوروبية) يؤمّن لهم الاحترام والتكريم.
وعلى العكس من ذلك، عندما يلتقي العرب خارج هذه الأطر الرسمية، كثيراً ما يكون اللقاء ودياً وحاراً كأنما يكتشف كل واحد منهم في الآخر جذوره وانتماءه الأوسع، مما يثبّت من شعورهم بانتمائهم العربي. وبين أهم ما يتم اكتشافه في مثل هذه اللقاءات أن المعاناة واحدة في الكثير من مضامينها وأشكالها ومسبّباتها. وهذا ما يحدث أيضاً في اللقاءات التي تتمّ بين العرب في أوروبا وأمريكا. وبالفعل، هناك تشوّق من قبل العرب كشعب وجماعات وأفراد للتعرف بعضهم إلى بعض ولمواصلة التفاعل والتبادل والحوار، غير أن الأنظمة والأوضاع السائدة تصرّ على الحدّ من ذلك. إن وسائل الإتصال بين العرب في عصر العولمة والثورة الإعلامية محدودة والرقابة راسخة، والحواجز عديدة بتعدّد الأقطار والأنظمة. لذلك تهزل معرفة العرب بعضهم ببعض وتتباعد المسافات النفسية والاجتماعية فيما بينهم، على عكس ما يتمنّون لأنفسهم وغيرهم.